# Джузепе Де Сантис
Джузепе Де Сантис (на италиански: Giuseppe De Santis) е италиански филмов режисьор, сценарист и критик, един от най-големите представители на Италианския неореализъм.

## Биография
Джузепе Де Сантис е роден във Фонди, Провинция Латина (по онова време в Провинция Казерта) на 11 февруари 1917 г. в семейството на Оресте де Сантис – геодезист и Тереза Годути. Още в годините на обучението проявява силен интерес към литературата, писането и публикуването на преплетени истории за селския живот и семейния живот. Брат е на един от най-великите италиански оператори – Паскуалино Де Сантис.
Между 1935 г. и 1940 г. живее в Рим като студент по литература и философия (които скоро изоставя, за да следва призванието си като режисьор). Той посещава Остерия Фратели Менги – известен център за срещи на художници, режисьори, писатели и поети през 40-те и 70-те години.
По това време положението на италианското кино е трудно поради факта, че фашисткото управление е забранило вноса на чуждестранни филми. Група от интелектуалци, събрани около списание „Кино“ (водена от Виторио Мусолини, син на Бенито Мусолини), реагира на тази ситуация. От 1940 г. Де Сантис редактира редовна колонка: обсъждане и сътрудничество с талантливи млади хора като Карло Лицани, Джани Пучини и Антонио Пиетранджели допринасят за списание „Кино“.
Освен това през 1940 и 1941 г. Де Сантис посещава Експерименталния кинематографичен център в Рим, където завършва брилянтно и е готов да направи първите опити за режисура. През тези години той също влиза в контакт с група млади римляни антифашисти, по-специално Марио Аликата, Джайме Пинтор, Антонело Тромбадори и земляка Пиетро Инграо.

## Избрана филмография

### Режисьор
| година | филм                                     | оригинално заглавие                             | бележки                       |
| ------ | ---------------------------------------- | ----------------------------------------------- | ----------------------------- |
| 1947   | Трагичен лов                             | Caccia tragica                                  |                               |
| 1949   | Горчив ориз                              | Riso amaro                                      |                               |
| 1950   | Няма мир под маслиновите дървета         | Non c'è pace tra gli ulivi                      |                               |
| 1952   | Рим в 11 часа                            | Roma ore 11                                     |                               |
| 1953   | Съпруг на Анна Закхей                    | Un Marito per Anna Zaccheo                      |                               |
| 1954   | Дни на любов                             | Giorni d’amore                                  |                               |
| 1957   | Хора и вълци                             | Uomini e lupi                                   | сърежисьор с Леополдо Савоной |
| 1958   | Пътят дълъг една година                  | La strada lunga un anno                         |                               |
| 1960   | Ергенска квартира                        | La garçonnière                                  |                               |
| 1964   | Италианците са добри хора                | Italiani brava gente                            |                               |
| 1960   | Ценен професионалист с обезпечено бъдеще | Un apprezzato professionista di sicuro avvenire |                               |

## Награди
- 2 юни 1995 Орден за заслуги към Италианската република
- 1947 печели „Сребърна лента“ за филма „Трагичен лов“
- 1950 номинация в съавторство с Карло Лицани за „Оскар“ за най-добър оригинален сценарий за филма „Горчив ориз“
- 1959 номинация за „Оскар“ за най-добър филм за „Пътят дълъг една година“
- 1959 печели „Златен глобус“ за най-добър филм за „Пътят дълъг една година“
- 1988 Венеция филмов фестивал – награда на името на Пиетро Бянч
- 1995 Венеция филмов фестивал „Златен лъв“ за приноса му към световното кино

## Признание
На името на режисьора е учредена специална награда за млади режисьори – „Dolly d'oro Giuseppe De Santis“ връчва се от 1999 година ежегодно на различни италиански филмови фестивали.